# Alfred Vail
Alfred Lewis Vail (25. září 1807 – 18. ledna 1859) byl americký technik a vynálezce, spolupracovník Samuela Morse. Měl zásadní podíl na rozvoji telegrafie a byl hlavním autorem vysílacího kódu, z nějž se posléze stala tzv. Morseova abeceda.